# Yucca aloifolia
Yucca aloifolia és una espècie de planta de la família de les Agavàcies, les espècies integrants de la qual són natives del nord i centre d'Amèrica, i en són característiques les seves fulles en forma de roseta. Creixen a les zones àrides i, per tant, s'han adaptat a conservar l'aigua.
Amb el nom comú de baioneta espanyola, es tracta d'un arbust perenne que pot arribar de 2 fins a 6 metres d'alçada. El tronc és curt, únic o ramificat. Les fulles són lanceolades (en forma de llança), llargues fins a 50-75 cm i de color verd. En individus joves, les fulles creixen fins al nivell del terra però amb els anys perden les fulles inferiors.
Produeix panícules de flors blanques. La floració és des de finals de primavera a principis de tardor. Les flors són grans, blanques, reunides a l'extrem d'un espigó que apareix d'entre les fulles superiors. Els fruits són baies reunides en raïms, seques o carnoses, de color negre i d'una mida de fins a 10 cm.
Té l'inconvenient que punxa molt, les seves fulles acaben en una punxa gruixuda, llarga i afilada que pot ferir si no s'hi va amb compte.

## Distribució i hàbitat
Normalment s'ubica en rocalles de xeròfits o en massissos allunyats del pas. El seu hàbitat pot ser des de les dunes de sorra de la costa, de vegades fins a 60 km terra endins, en boscos de pins a 1800 m sobre el nivell del mar o als marges de pantans salobres. Suporten la sequera, el vent, la contaminació, els sòls calcaris i salins, els sòls pobres a nivell de nutrients, suporta l'escàs subsòl i l'escàs manteniment. Requereixen situacions a ple sol o pot aguantar gelades dèbils de fins a -5 °C.

## Cultiu i manteniment
És ideal per a zones costaneres, s'ha de regar amb moderació a l'estiu i a l'hivern de manera més reduïda. No tolera la humitat excessiva i se n'haurien d'eliminar les tiges ja florides.